# Ilmor Engineering (2005–)

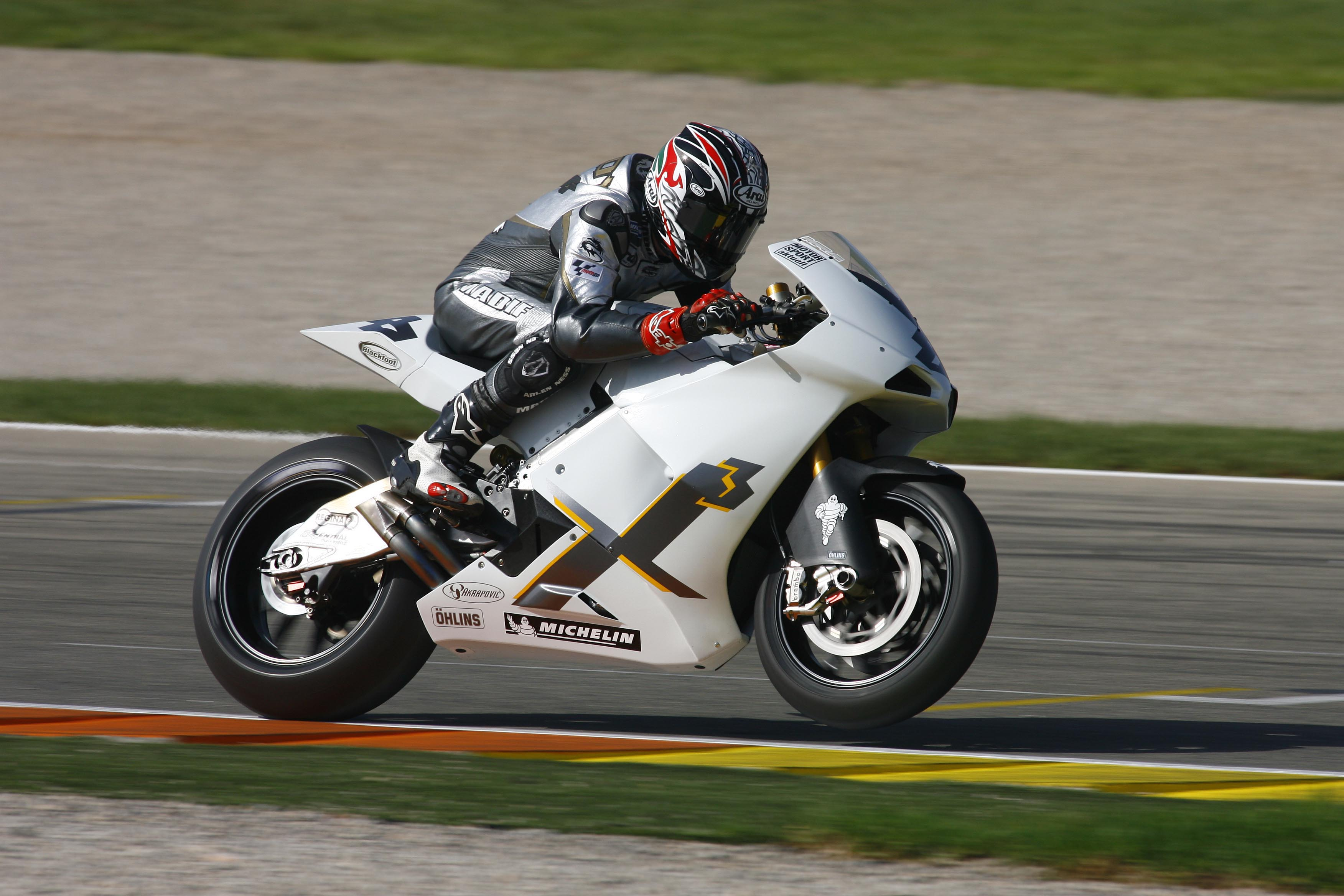
Moto GP-motorcykeln Ilmor X3 vid Valencias MotoGP 2006.

Ilmor Engineering Limited, tidigare Special Designs, är ett brittiskt verkstadsföretag som designar och tillverkar motorer för främst motorsport som körs i USA som till exempel Indycar Series, Nascar Camping World Truck Series och Arca Racing Series.
Företaget är baserad främst i Brixworth i England men har även verksamhet i Plymouth, Michigan i USA.

## Historik
Företaget grundades den 8 juni 2005 som Special Designs av Mario Illien och Roger Penske efter de hade förvärvat Mercedes-Ilmors avdelning Special Projects Group, som arbetade mot de amerikanska motorsportserierna; Daimler Chryslers aktiepost på 25% i den amerikanska verksamheten som var en del av Mercedes-Ilmor samt rättigheterna till företagsnamnet Ilmor Engineering. Daimler Chrysler hade samtidigt köpt ut samtliga aktieägare däribland Illien och Penske från Mercedes-Ilmor. Mercedes-Ilmor har sitt ursprung från att vara Ilmor Engineering som grundades av Illien, Paul Morgan och Penske 1983. En månad senare bytte företaget namn till det nuvarande. De har fortsatt att leverera motorer till Indycar Series med hjälp av General Motors (GM) och Honda men senare även till Arca Racing Series och Nascar Camping World Truck Series. De drev också motorcykelracingstall som deltog i Moto  GP 2006–2007. År 2007 började de även tillverka motorer för motorbåtsport.

## Motorsportsstall

### Moto GP
- Ilmor SRT (2006)
- Ilmor GP (2007)